# Françoise Frenkel
Françoise Frenkel (* 14. Juli 1889 in Piotrków, Russisches Kaiserreich; † 18. Januar 1975 in Nizza) war eine Buchhändlerin und Autorin, die als Jüdin vor den Nationalsozialisten floh und ihre Erlebnisse in einem Buch hinterließ.

## Leben und Wirken
Frymeta Idesa Frenkel, die später den Vornamen Françoise wählte, stammt aus einer polnischen jüdischen Familie. Nach einer Musik-Ausbildung bei dem Komponisten Xaver Scharwenka in Leipzig studierte sie Literaturwissenschaften in Paris. Nach ihrer Promotion an der Sorbonne eröffnete sie 1921 mit ihrem Mann Simon Raichenstein „La Maison du Livre français“, die erste französische Buchhandlung in Berlin in der Passauer Straße, die stets ein Ort jüdischen Lebens in Berlin war.
Frenkel „organisierte auch Vorträge und Empfänge zeitgenössischer französischer Autoren in Berlin. Claude Anet, Henri Barbusse, André Gide, Colette, Julien Benda, Aristide Briand und andere waren zu Gast in ihrer Buchhandlung in der Passauer Straße.“
Raichenstein, ein Jude russischer Herkunft, ging bereits nach dem Machtantritt der Nationalsozialisten 1933 nach Paris ins Exil. Frenkel blieb zunächst in Berlin, das sie am 27. August 1939 wenige Tage vor dem Beginn des Zweiten Weltkrieges verließ. Sie verbrachte neun Monate in Paris und floh über Avignon weiter nach Nizza.
Nachdem Simon Raichenstein in Paris in eine Razzia geraten war, deportierte man ihn ins KZ Auschwitz, wo er im August 1942 ermordet wurde. Frenkel wurde 1942 beim Versuch, die Grenze von Frankreich zur Schweiz zu überqueren, von der französischen Gendarmerie verhaftet und in Annecy inhaftiert. Nach ihrer Freilassung gelang ihr schließlich 1943 beim dritten Versuch die Flucht nach Genf. Da ihr Cousin, der Zürcher Filmproduzent Lazar Wechsler, für sie bürgte und aufkam, konnte sie während des Krieges in der Schweiz bleiben.
1943 begann sie mit der Niederschrift des Manuskripts Nichts, um sein Haupt zu betten. Es erschien 1945 erstmals in der Schweiz im Verlag Jeheber. Die französische Neuausgabe kam 2015 mit einem Vorwort von Patrick Modiano heraus.
In ihrem Buch stellt Françoise Frenkel dar,  wie sie 1942 Zeugin von Razzien wird, permanent in der Bedrohung lebt und von Versteck zu Versteck zieht. Sie erlebt im Wechsel Hilfeleistung, Denunziation, Gefängnis und Freilassung.  Die Verantwortung für den antijüdischen Verfolgungsapparat, den französische „Kollaborateure“ wie auch die Vichy-Regierung tatkräftig unterstützten,  sieht sie eindeutig bei den deutschen Besatzern.
Die Romanistin Margarete Zimmermann bezeichnete das Buch als „eine aufregende Entdeckungsreise in das Berlin der Zwischenkriegszeit, mit Einblicken in bislang weitgehend unbekannte Räume, Agenten, Prozesse und Medien des Kulturtransfers, und: einen Bericht aus weiblicher Perspektive von Flucht und Verfolgung im besetzten Frankreich der années noires.“ 2019 wurde das Werk (in seiner Übersetzung ins Englische) mit dem Wingate Literary Prize ausgezeichnet.
Nach Kriegsende musste Frenkel die Schweiz wieder verlassen und ließ sich erneut in Nizza nieder, wo sie weiterhin auf die finanzielle Unterstützung ihrer Verwandten angewiesen war. Trotz verschiedener Bemühungen gelang es ihr nicht mehr, finanziell unabhängig zu werden. Die Bemühungen um Entschädigungszahlungen aus Deutschland waren aufwendig und psychisch belastend und zogen sich über einen langen Zeitraum hin. 1955 erhielt Frenkel eine erste Zahlung von 3800.-- DM, weitere folgten, doch sie blieb bis zu ihrem Tod 1975 abhängig von den Zuwendungen ihres Cousins. Frenkel ist auf dem Friedhof Cimitière de l’Est in Nizza begraben.

## Werk
- Rien ou poser sa tête, J. H. Jeheber, Genève 1945.
  - Rien ou poser sa tête, préface Patrick Modiano, dossier par Frédéric Maria, Paris : Gallimard, 2015, ISBN 978-2-07-010839-8.

Übersetzungen
- Nichts, um sein Haupt zu betten, Vorwort Patrick Modiano, Übersetzung Elisabeth Edl, Hanser, München 2016, ISBN 978-3-446-25271-4.
- No place to lay one’s head, preface by Patrick Modiano, translated by Stephanie Smee, Pushkin Press, London 2018, ISBN 978-1-78227-399-8.